# Brody Pomorskie (przystanek kolejowy)
Brody Pomorskie – przystanek kolejowy w Brodach w powiecie tczewskim.

## Położenie
Stacja jest położona w południowej części Brodów.

## Historia

### 1905-1945
Kolej dotarła do Brodów w 1905 roku.

### po 1989
W 1989 roku zawieszono pociągi pasażerskie, a w 1992 na linii zatrzymano ruch towarowy. 

## Linia kolejowa
Przez Brody przebiega lokalna linia kolejowa nr 244 łącząca Morzeszczyn z Gniewem. Linia ta została wykreślona z ewidencji PLK.

## Pociągi

### Pociągi osobowe
Obecnie nie kursują

### Ruch towarowy
Obecnie nie kursują

## Infrastruktura

### Dworzec
Budynek dworca jest niewielki parterowy. Został zbudowany z cegły, jest kryty dachówką. Główna część jest piętrowa.

### Peron
Peron jest zarośnięty trawą, peron jest niezadaszony.